# برنارد مک‌اویتی
برنارد مک‌اِویتی (انگلیسی: Bernard McEveety؛ ۱۳ مهٔ ۱۹۲۴ – ۲ فوریهٔ ۲۰۰۴) یک کارگردان و تهیه‌کننده فیلم اهل ایالات متحده آمریکا بود.
از فیلم‌ها یا مجموعه‌های تلویزیونی که وی در آن‌ها نقش داشته است می‌توان به دود اسلحه و سیمارون اشاره نمود.